# 第6軍団事件
第6軍団事件（だい6ぐんだんじけん）または第6軍団クーデター事件、第6軍団クーデター未遂事件は、1995年に朝鮮民主主義人民共和国（北朝鮮）で発生したクーデター未遂事件。咸鏡北道清津市に駐屯する朝鮮人民軍陸軍第6軍団の政治委員を中心に、下級部隊の指揮官と清津市の行政機関の関係者が金正日体制を転覆させようというクーデターを謀議したが、事前に発覚し関係者はことごとく処刑された。ただし、実際にはクーデターの計画は無く、金正日と腹心である金永春が捏造したという説もある。

## 背景

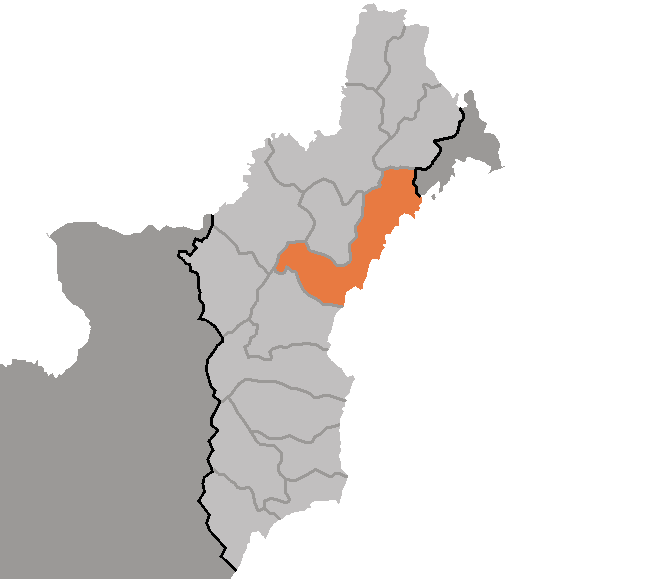
第6軍団が駐屯していた清津市は日本海に面し国境に近く、軍団は密輸を含む貿易やそれに伴う賄賂で外貨を獲得していた。

1991年のソ連崩壊による経済援助の激減と、1980年代以降の計画経済の行き詰まりの影響は、朝鮮人民軍にも押し寄せていた。補給不足に陥った軍は、それを補うために事業による外貨獲得を奨励しており、日本海と国境地帯に位置する第6軍団も中華人民共和国（中国）との密輸を含む貿易や、それに伴う賄賂で多額の外貨を獲得していた。
また、配給制度の停滞により1994年頃には食料配給は成人1人当たりでも1日200グラムに満たなくなり、餓死する市民が発生するなど食料難が発生した。食糧難は軍においても同様で、兵士が食料を求めて民家を襲撃する事件が頻発し、士気の低下に繋がっていた。清津市では闇市が自然発生し、無許可の食堂が営業されていた。食堂の常連客は第6軍団の兵士で、畑から窃盗したトウモロコシを持ち込んで粥にするよう頼み込み、対価としてトウモロコシの一部を置いていった。

## 計画
朝鮮労働党の党員である政治委員は軍団長に知られることなく、外貨獲得で確保した資金を通じて賛同する勢力を拡大し、具体的な実行計画を立てた。第6軍団には、政治委員や軍内部の防諜などを監視する朝鮮人民軍保衛局（現・朝鮮人民軍保衛司令部）の局員も配属されていたが、彼らまでもが政治委員の計画に加担した。1994年7月8日、国家主席の金日成が死去し翌7月9日にその死が発表された。既に政治の実権は金正日が握っていたが、権力の空白を狙った第6軍団の政治委員は軍団の幹部数十人を抱き込み、クーデターを画策した。
クーデター計画は、軍団長の説得と2段階の平壌制圧、さらに大韓民国軍やアメリカ軍の引き込みからなる。まず政治委員が軍団長を説得し、失敗した場合は旧正月の宴席で軍団長を毒殺する。そして、特殊部隊を平壌に派遣して金正日の執務室や朝鮮中央放送を制圧し、主力部隊は「クーデター鎮圧」を名目に進軍。平壌の防衛を担当する護衛総局（現・護衛司令部）や平壌防御司令部を制圧し、首都機能を完全に掌握する。進軍が失敗しないように、清津市に隣接する羅津区域の羅津港に大韓民国軍やアメリカ軍を引き入れ、後方からの反撃を防ぐ予定だった。

## 発覚

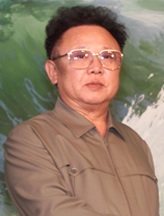
クーデター計画を知った金正日は、金永春を用いて第6軍団を鎮圧した。

しかし脱北した元朝鮮人民軍兵士によると、軍団の保衛局に所属する下級将校の密告でクーデター計画が金正日の元に届き、1995年3月、金正日は腹心の金永春を新たな軍団長として派遣した。
羅南区域にある第6軍団の司令部に着任した金永春は、部隊の統制が困難であると金正日と軍保衛司令部の元応煕部長に報告し、1995年4月から鎮圧に乗り出した。首謀者は軍団指揮官の会議で逮捕され、手足を縛られた上でトラックに積み込まれて連行された。政治委員は逮捕直前、取り囲んだ兵士たちに「何だ貴様ら!」と一喝したが、腹部にボディブローを受けてその場に倒れこんだ。
軍団の将校40人を含む300人以上が逮捕され、処刑されるか収容所に送られた。また、咸鏡北道の党委員会書記ら行政部門の幹部や警察、秘密警察である国家安全保衛部（現・国家保衛省）の幹部も、計画に関わった嫌疑で捜査の対象となった。ジョンズ・ホプキンズ大学米韓研究所の客員研究員によると、上級指揮官は縛られたまま兵舎に放置され、建物に火を放たれ火刑に処された。匿名希望の脱北者によると、関係者の親戚まで処刑され、第6軍団は解体された。計画に関わっていない兵士も夜中にトラックで移動させられ、羅南には新しい部隊が配属された。
西側諸国がクーデター未遂事件を知ったのは、1996年5月のことだった。MiG-19で韓国に亡命した朝鮮人民軍空軍の李哲洙大尉は、亡命直後の記者会見で軍内部の組織的反乱の有無について問われた際、「1995年4月、6軍団の政治指導員が韓国と内通したので、軍団そのものを解体したという話を聞いた。」と答えた。

## 捏造説
李相哲や複数の脱北者などによると、金正日や金永春が腐敗していた第6軍団を反逆者に仕立て、クーデター計画を捏造したとする説がある。
李相哲は、第6軍団の兵力では平壌の制圧が難しく計画が杜撰であること、組織的な政府転覆計画にもかかわらず逮捕者が数百人に過ぎないことから、大規模な密輸で巨額の利益を得た上に軍団長に従わない第6軍団の粛清と軍紀の引き締め、そして見せしめのために、金正日が金永春を派遣したと主張した。
アメリカ海軍分析センター国際情勢グループの責任者は、第6軍団が得ていた利益の獲得争いだった可能性を指摘していた。
2016年に韓国に亡命した元駐英北朝鮮公使の太永浩は、クーデター計画自体が金永春が昇進に利用するための捏造だったと主張しており、第6軍団の幹部が外貨獲得事業に投合していたのは事実だが、クーデター計画は事実無根という噂が出回ったという。
『東亜日報』の記者で脱北者であるチュ・ソンハは、「最高幹部」が親戚に語った話として、軍歴の無い金正日が朝鮮人民軍を掌握するため第6軍団が密輸で腐敗していると判断し、自分の恐ろしさを見せつけるため第6軍団を生贄にしたとしている。

## 影響
クーデター計画を阻止し鎮圧した金永春軍団長は、1995年10月8日に朝鮮人民軍次帥の称号を与えられ、4日後の12日には朝鮮人民軍総参謀部総参謀長に昇進したことが明らかになった。その後も金正日の側近として人民武力部（現・国防省）部長や国防委員会副委員長などを歴任し、元帥に昇進。2018年8月16日3時10分に82歳で死去した。葬儀は国葬で行われ、金正日の子で権力を継承した金正恩朝鮮労働党委員長は、雨の中で傘を差さずに参列し金永春への敬意を示した。
北朝鮮ではクーデター未遂事件を、韓国の金泳三政権がスパイを送り込んで企てた反乱事件としている。第6軍団は、体制を転覆させようとした部隊を歴史から消すという点から再建されず、名目上第9軍団に改称されたため事実上の欠番となっている。2020年10月10日に行われた朝鮮労働党結党75周年記念閲兵式の録画放送でも、第1軍団から第12軍団の内、第6軍団のみ名称や軍団の位置、軍団長の名前、地位が紹介されなかった。